# Вајтрокс (Јута)
Вајтрокс (енгл. Whiterocks) насељено је место без административног статуса у америчкој савезној држави Јута.

## Демографија
По попису из 2010. године број становника је 289, што је 52 (-15,2%) становника мање него 2000. године.
| Група             | 2000.     | 2010.     |
| Белци             | 19 (5,6%) | 10 (3,5%) |
| Афроамериканци    | 0 (0,0%)  | 0 (0,0%)  |
| Азијати           | 0 (0,0%)  | 0 (0,0%)  |
| Хиспаноамериканци | 3 (0,9%)  | 7 (2,4%)  |
| Укупно            | 341       | 289       |